# Орест (корвет, 1836)
«Орест» — 18-пушечный парусный корвет Черноморского флота Российской империи. Участник Крымской войны.

## Описание корвета
Парусный корвет, длина судна по сведениям из различных источников составляла от 34,5 до 34,6 метра, ширина — 9,3 метра, а осадка — 4,1 метра. Вооружение судна составляли 18 8-фунтовых чугунных пушек, одна 8-фунтовая карронада, одна 3-фунтовая медная пушка и один 3-фунтовый медный фальконет.

## История службы
Корвет «Орест» был заложен в Николаеве 29 декабря 1835 года и, после спуска на воду 31 октября 1836 года, вошёл в состав Черноморского флота России. Строительство вёл корабельный мастер А. С. Акимов.
Выходил в практические плавания в Чёрное море в 1837, 1843, 1844 и 1847 годах. В 1838 году находился в распоряжении русского посланника в Греции. С 1839 по 1841 и с 1848 по 1853 годы  в составе отрядов принимал участие в операциях у берегов Кавказа. 3 мая 1839 года в составе эскадры вице-адмирала М. П. Лазарева принимал участие в высадке войск генерал-лейтенанта Н. Н. Раевского в устье реки Субаши.
Принимал участие Крымской войне. В 1854 году вошёл в состав эскадры защиты Севастопольского рейда, находился при входе на рейд. В сентябре того же года корвет «Орест» был затоплен на рейде в Севастополе в Карантинной бухте, на глубине 47 футов (Карта подъёма затопленных судов (РГА ВМФ, ф. 410, оп. 2, ед. хран. 529, стр. 031b) в книге "Призраки севастопольских бухт" - М.: 2020 - 168 с., Ил. Авторы: В.Ф. Бех, П.А. Боровиков, И.П. Сиваков). После войны при расчистке Севастопольской бухты 14 марта 1859 года судно было поднято и подарено Херсонесскому монастырю ("Херсонской обители").

## Командиры корвета
Командирами корвета «Орест» в разное время служили:
- В. А. Корнилов (1837 год).
- К. А. Истомин (1838 год).
- С. Г. Алексеев (1839—1840 годы).
- К. С. Кутров (1843—1845 годы).
- Д. А. Мацениго (Моцениго) (1846—1848 годы).
- В. М. Микрюков (1850—1851 годы).
- Н. Н. Волоцкой (1852—1854 годы).